# NGC 2798
NGC 2798 is een balkspiraalstelsel in het sterrenbeeld Lynx. Het hemelobject werd op 14 januari 1788 ontdekt door de Duits-Britse astronoom William Herschel.

## Synoniemen
- UGC 4905
- IRAS09141+4212
- MCG 7-19-55
- KCPG 195A
- ZWG 209.45
- KUG 0914+422A
- Arp 283
- VV 50
- PGC 26232